# Силиверстов, Игорь Витальевич
И́горь Вита́льевич Силиве́рстов (род. 15 июля 1962 года, Мелитополь, Запорожская область, Украинская ССР, СССР) — советский и российский музыкальный продюсер, певец, диск-жокей, шоумен, телеведущий, генеральный продюсер, общественный деятель. Наиболее известен по хитам «Шпана» (1990) и «Санта Лючия» (1991), ставшим «гимном поколения 90-х». Являлся продюсером Мистера Малого (1994—1999), Евгения Осина (1996—1997), группы «Стрелки» (1997—2004) и «Вирус» (1999—2004). Автор и ведущий шоу-программы «Игорь’С поп-шоу» во Дворце спорта «Лужники» (1990—1994), постановщик дискотеки Jump в УСЗ «Дружба» (1992—1994). Заслуженный артист Российской Федерации (2004).

## Детство и молодость
Силиверстов родился в Мелитополе 15 июля 1962 года. Его отец, выпускник Мелитопольского института механизации сельского хозяйства, во время учёбы женился на студентке этого вуза, которая стала матерью Игоря. В 1966 году после окончания вуза отец перевёз семью в Евпаторию, где Игорь вырос. С 1969 по 1979 год учился в средней школе № 18 с крымскотатарским языком обучения. В 1985 году закончил театральную академию ГИТИС по специальности «Эстрадное искусство». В дальнейшем защитил диссертацию в МГТУ им. Баумана, а также учился в Российской академии народного хозяйства и государственной службы по специальности «Национальная экономика». С 1985 по 1987 год в течение двух лет проходил службу в армии в ансамбле песни и пляски Московского военного округа, где познакомился с композитором Игорем Николаевым.

## Ведущий
В 1987 году стал работать ведущим дискотек (диск-жокеем). 9 июля 1987 года во время проведения Московского международного кинофестиваля Силиверстов был приглашён вести дискотеку в клубе «ПРОК» (Профессиональный клуб кинематографистов), который работал в Доме кино. Там он познакомился со многими знаменитостями, включая председателя жюри фествиаля Роберта Де Ниро.
9 декабря 1988 года был ведущим на фестивале молодых групп «Интершанс» во дворце спорта «Крылья советов» в Москве, где в качестве хедлайнера выступила рок-группа «Аквариум». На этом мероприятии к нему обратился Юрий Айзеншпис, который тогда только начинал карьеру концертного директора, и благодаря Силиверстову познакомился с известными представителями шоу-бизнеса.
В 1989 году Силиверстов выступил в качестве конферансье магнитоальбомного сборника студии «Звук» № 4, где представлял новые композиции групп «Малахит», «Любэ», «Рондо» и «Нетелефонный разговор», певцов Дмитрия Маликова и Олега Кацуры.
В 1989 году Силиверстов был телеведущим воскресной передачи «Воскресная дискотека» по Третьей программе ЦТ. В ноябре 1989 года был ведущим конкурса культуристов «Мужчина года-89», который организовала фирма «Меж-Медиа-Москва». На этом мероприятии выступил экзотик-поп-дуэт «Кар-Мэн» (Сергей Огурцов (Лемо́х) и Богдан Титомир) с песней «Man of the year», записанной в рамках конкурса на лучшую музыкальную эмблему. На тот момент у дуэта было всего три песни: «Париж, Париж», «Man of the year» и «Ночь с тобой». Силиверстов показал их записи продюсеру Аркадию Укупнику, который пригласил их к себе для записи альбома в студии «Гала».
В 1990 году вместе с Сергеем Шустицким и Владимиром Вахрамовым выступил в качестве ведущего на международном музыкальном фестивале памяти Джона Леннона «Муз-Эко '90» на стадионе «Локомотив» в Донецке в течение 24 часов со 2 на 3 июня. В конце фестиваля Силиверстов объявил выход на сцену группы «Кино», для солиста которой эта телесъёмка стала последней. Через несколько дней Айзеншпис пригласил Силиверстова представить группу «Кино» на ежегодном празднике газеты «Московский комсомолец» на БСА спорткомплекса «Лужники» 24 июня, но из-за загруженности концертами Силиверстов не смог приехать, о чём в дальнейшем пожалел.
В ноябре 1990 года стал создателем, ведущим и продюсером музыкально-танцевальной шоу-программы «Игорь’С поп-шоу», проходившей во Дворце спорта «Лужники» и синтезировавшей многие направления молодёжной культуры 90-х, включая «техно» и «рэп». Силиверстов сделал российский аналог немецкого «Петер'С поп-шоу», которое транслировали в популярной телепрограмме «Мелодии и ритмы зарубежной эстрады». Первое пробное шоу состоялось в УСЗ «Дружба» и имело шумный успех. Второе шоу было проведено на Малой спортивной арене «Лужников» и состояло из трёх частей: с 7 по 9 декабря, с 14 по 16 декабря и с 21 по 23 декабря 1990 года. В концертах приняли участие Александр Беклешов, группа «Авеню», группа «Авалон», Рома Жуков, Кар-Мэн. По мнению ведущего «Звуковой дорожки» музыкального критика Дмитрия Шавырина, все три серии дискотек (15 концертов) прошли «весьма вяло», хотя те, кто был, остались очень довольны.
В 1992 году Силиверстов превратил «Дружбу» в постоянно функционирующий клуб, в котором стал проводить дискотеку Jump.
С 6 по 8 марта 1993 года Силиверстов был ведущим на трёх концертах Юрия Айзеншписа «Я и мои друзья» во Дворце спорта «Лужники». В концертах приняли участие группы «Технология», «Моральный кодекс», «Янг Ганз» (проект Айзеншписа), «Мальчишник», Лика Стар. Телеверсию концерта, снятого режиссёром Александром Файфманом, зрители увидели в ночном эфире 1-го канала Останкино 7 мая. 10 и 11 апреля Силиверстов в шестой раз организовал во Дворце спорта «Лужники» два концерта своей музыкальной шоу-программы «Игорь’С поп-шоу». В шоу приняли участие Богдан Титомир, Лада Дэнс, «Технология», Светлана Владимирская, «Теле-поп-шоу», Arrival, Bad Balance, Big Mac (Биг Мак). Эти же артисты еженедельно выступали у Силиверстова на дискотеке Jump в УСЗ «Дружба».
22 октября 1993 года дискотека Jump вновь открылась после трёхмесячного перерыва, связанного с переоборудованием зала в УСЗ «Дружба». Изучив опыт работы американских диско-клубов во Флориде, где он пробыл в течение месяца, Силиверстов решил открыть в «Джампе» тату-салон, сделал подвесные потолки, усилил звук и свет. С 5 по 7 ноября Силиверстов в седьмой раз организовал во Дворце спорта «Лужники» концерты своей музыкальной шоу-программы «Игорь’С поп-шоу», на которых выступили «Технология», Лада Дэнс, Лика Стар, Arrival, «МФ-3», «Взгляд М.С.», Светлана Владимирская, «Кар-Мэн», Влад Сташевский, «Нэмо», а в качестве диджея отыграл Капитан Фанни (Владимир Фонарёв). Весенние и осенние концерты «Игорь’С поп-шоу» были смонтированы в один и показаны по 1-му каналу Останкино, а затем были изданы на видеокассетах. По результатам концертов в конце марта 1994 года французской фирмой DL-Lota был выпущен компакт-диск «Игорь’С поп-шоу». В ноябре 1993 года «Джамп» стал функционировать как «ночной танцевальный клуб», в котором ежемесячно проходили показы специализированных вечеринок. 12 ноября прошло первое клубное шоу под названием «катастрофа-пати». По словам диджея Капитана Фанни, наряду с традиционными стилями «техно» и «хаус» в программе появилась музыка в стиле «транс» и «гараж». Клуб работал шесть раз в неделю, кроме понедельника, с 23:00 до 5:30 утра.
В июне 1994 года диджей Капитан Фанни перестал работать на дискотеке Jump. По словам Фанни (Владимир Фонарёв), Силиверстов стал настаивать, чтобы вместо электронной музыки диджеи «играли откровенную попсу», это и стало причиной их ухода. С 23 по 25 декабря во Дворце спорта «Лужники» прошли последние концерты музыкальной шоу-программы «Игорь’С поп-шоу», главным действующим лицом которых стал Мистер Малой, продюсируемый Силиверстовым. В новогоднюю ночь в дискотеке Jump выступила шведская группа Basic Element. В 1995 году музыкальное издательство Extraphone выпустило двойной компакт-диск «Игорь’С поп-шоу», на котором представлены треки от артистов, выступавших в последнем шоу. В апреле 1995 года дискотека Jump закрылась окончательно. После закрытия «Джампа» Силиверстов завершил карьеру певца и шоумена и занялся продюсированием.

## Певец
В 1990 году начал карьеру певца. В июле 1990 года выступил с песней «Странная леди» на втором Всесоюзном фестивале польской песни «Витебск-90» в Витебске. Первым хитом на музыку Леонида Величковского и слова Маргариты Пушкиной стала композиция «Шпана». Музыка была создана на основе песни «Tough» бельгийской хип-хаус-группы Technotronic. По итогам года песня заняла 10 место в категории «Лучшая песня» в рубрике «Звуковая дорожка» согласно опросу читателей газеты «Московский комсомолец». Весной 1991 года студия «Гала» выпустила рекламную кассету, на которой было представлено по четыре песни от диск-жокея Силиверстова и группы «Технология»: «Постель», «Шпана», «Фантазёрка» и «Дети времени». Композиции были записаны в студии «Гала». 29 июня 1991 года Силиверстов выступил на Большой спортивной арене олимпийского комплекса «Лужники» на гала-концерте «Звуковой дорожки» в рамках праздника газеты «Московский комсомолец». В июле выступил с песней «Шпана» на музыкальном фестивале «Звёзды Бот Шоу-91». В 1992 году был снят видеоклип на песню «Шпана».
Вторым хитом на музыку Величковского и слова Пушкиной стала композиция «Санта Лючия». Музыка была создана на основе песни «I Can’t Stand It!» голландской хип-хаус-группы Twenty 4 Seven. Она была выпущена на сборниках студии «Союз»: «Союз-4» (декабрь 1991 года) и «Союз-5» (1992). Для её исполнения на сцене Силиверстов набрал подтанцовку из подростков, среди которых были сёстры Татьяна и Ольга Подшиваловы, Александра Никитина (с 1993 года — танцор группы «МФ-3»). В мае 1992 года Силиверстов выступил с песней «Санта Лючия» во Дворце спорта «Лужники» во время съёмок программы «Площадка ОБОЗа», которая вышла в эфир 1-го канала Останкино 22 мая. 10 и 11 апреля 1993 года Силиверстов исполнил «Санту Лючию» на концертах своей музыкальной шоу-программы «Игорь’С поп-шоу» во Дворце спорта «Лужники». Для этого выступления он пригласил новую солистку и увеличил подтанцовку в три раза.
В январе 1992 года студия «Звук» издала магнитоальбом «Шпана». Материал был записан в студии «Гала» в период с 1990 по 1992 год. В альбом вошло девять песен, записанных в жанрах хип-хаус («Шпана», «Санта Лючия»), нью-джек-свинг («Хэй, друг», «Звони»), техно («Дети времени»), синти-поп («Постель», «Фантазёрка»), регги («Странная леди»), данс-поп («Американский экспресс»). Музыку для альбома в основном написал Леонид Величковский, а слова — Маргарита Пушкина («Шпана», «Звони», «Санта Лючия», «Дети времени»), кроме песен «Хэй, друг» (музыка — Л. Величковский, слова — И. Силиверстов), «Постель» (муз. и сл. — Л. Величковский), «Фантазёрка» (музыка — Аркадий Укупник, слова — Андрей Якушин), «Странная леди» (музыка — А. Укупник, слова — Кирилл Крастошевский), «Американский экспресс» (она же «Ночной экспресс») (музыка и слова — Сергей Лемо́х). Три композиции были записаны с использованием популярного на тот момент речитативного стиля рэп: «Шпана», «Санта Лючия» и «Хэй, друг».
В 1992 году петербургским режиссёром Олегом Гусевым на студии «Ленфильм» был снят видеоклип на песню «Американский экспресс». 18 октября 1992 года Силиверстов выступил с песней «Звони» на концертах хит-топ-шоу «50x50» на малой спортивной арене Олимпийского комплекса «Лужники», спонсором которых была сигаретная фирма B.O.Y.. Другие песни Силиверстова также выходили на сборниках: «Ночной экспресс» — на сборнике студии «Интервью» (1992), «Дети времени» (она же «Эй, приятель») — на «Хит-мастер Vol. 1» (1993), «Шпана» — на «Танцы в стиле кайф» (1993).
В 1995 году музыкальное издательство Extraphone выпустило компиляцию «Игорь’С поп-шоу», состоящую из двух компакт-дисков. Релиз содержит композицию «Не дари мне рай» в жанре евродэнс, которая стала последней работой Силиверстова в качестве певца.
В начале 1998 года фирма «Видео Союз» выпустила на аудиокассетах альбом «Американский экспресс», состоящий из 13 песен. К восьми трекам с магнитоальбома «Шпана» были добавлены пять других: «Санта Лючия (техно-версия)», «Свободный волк» (в жанре техно), «Не дари мне рай» и «Ночь в огне восторга» (оба в жанре евродэнс, музыка — Р. Бенвенутто, слова — Владимир Баранов) и «Дети Луны» (в жанре трип-хоп, при участии Лады Дэнс, Лики Стар, Владимира Нечитайло, Светланы Владимирской, Сергея Лемо́ха). По словам Силиверстова, композиция «Дети Луны» (1993) стала гимном поколения начала 90-х годов прошлого века.
В 2004 году музыкальное издательство «Джем» выпустило компиляцию лучших песен Силиверстова под названием «Легендарные песни». К восьми трекам с магнитоальбома «Шпана» были добавлены ещё две: «Дети Луны» (1993) и «Свободный волк» (1993).
В 2014 году кавер-версия песни «Санта Лючия» получила известность в исполнении группы Quest Pistols Show.

## Продюсер
В 1994 году стал новым музыкальный продюсером рэп-исполнителя Мистера Малого. В ноябре 1994 года редактор газеты «Коммерсантъ» написал, что песня «Буду погибать молодым» звучит теперь повсюду, самого же исполнителя он назвал «юным птенцом гнезда шоумена Игоря Силиверстова».
В 1996 году стал продюсером певца Евгения Осина, а после того, как президент Ельцин попал в больницу с операцией на сердце в ноябре, Силиверстов организовал в Театре Эстрады концерт «Будь здоров президент», на котором Осин выступил в качестве хедлайнера.
В 1997 году совместно с Леонидом Величковским создал по образцу появившейся несколькими годами ранее британской женской поп-группы Spice Girls российскую группу «Стрелки».
С 1999 по 2004 год был продюсером поп-группы «Вирус», которая стала известной благодаря песням «Ты меня не ищи», «Ручки», «Всё пройдёт» и «Попрошу тебя». 
В начале 2000-х годов Силиверстов в течение двух месяцев был продюсером известного российского певца Григория Лепса. По словам продюсера, в конце 1990-х годов его пригласили на банкет в ресторан, в котором пел Лепс. Заинтересовавшись его вокальными данными, Силиверстов вместе со своим партнёром по бизнесу Леонидом Величковским пригласил певца в московский клуб Dolls для рассмотрения его кандидатуры в качестве продюсируемого. Величковский не захотел с ним сотрудничать и поэтому Силиверстов был вынужден отказать Лепсу. Спустя пять лет уже известный по песне «Рюмка водки на столе» Лепс пришёл к Силиверстову с предложением посотрудничать, и, хотя продюсер принял предложение певца, их сотрудничество продлилось недолго.
В 2005 году Силиверстов являлся генеральным продюсером фестиваля танцевальной музыки «Движение-2005», прошедшего в российском Сочи. На этом мероприятии выступил Григорий Лепс.

## Научная деятельность
В 2005 году в МГТУ имени Баумана защитил диссертацию на соискание учёной степени кандидата философских наук на тему: «Природа целостного сознания: социально-философский анализ». Диссертация Силиверстова была выполнена на кафедре философии Камского государственного политехнического института (Набережные Челны).

## Политическая деятельность
Летом 2014 года был зарегистрирован кандидатом на выборах депутатов Московской городской думы, был выдвинут партией «Справедливая Россия» по округу № 11 (Алтуфьевский, Марфино, Отрадное). На состоявшихся 14 сентября 2014 года выборах занял третье место и избран не был.
В 2016 году был зарегистрирован в качестве кандидата в депутаты Государственной думы Российской Федерации от Республики Крым по Евпаторийскому одномандатному округу № 21 от политической партии «Зелёные». В своей предвыборной программе основное внимание уделил Крыму.

## Семья
Женат c 1987 года. Двое детей-близнецов (сын и дочь) родились 1 августа 1991 года.

## Критика
В 2006 году редактор портала Rap.ru, Руслан Муннибаев, отметил в статье «Хип-хоп ди-джей. Виды, типы и места обитания», что продюсер Силиверстов в начале 1990-х годов способствовал развитию диджеинга в России.
В 2015 году шеф-редактор раздела «Современная музыка» сайта Colta.ru, Денис Бояринов, добавил песню Силиверстова «Постель» в плейлист для эротической дискотеки 1990-х «Dirty Nineties. Песни про Это».
В 2017 году редактор сайта Colta.ru, Андрей Шенталь, подчеркнул, что в своих песнях Силиверстов «обращался к воображаемому новому поколению, используя формы гимнов и манифестов» («Санта Лючия», «Шпана», «Дети луны»).

## Дискография
Магнитоальбомы
- 1992 — Шпана

Студийные альбомы
- 1998 — Американский экспресс

Компиляции
- 1994 — Игорь’С поп-шоу
- 1995 — Игорь’С поп-шоу (2CD)
- 2004 — Легендарные песни

## Позиции в чартах
По итогам 1990 года Силиверстов занял пятое место в номинации «Открытие года» в рубрике «Звуковая дорожка» согласно опросу читателей газеты «Московский комсомолец». Его песня «Шпана» заняла десятое место в списке «Песен года», а дискотека «Игорь’С поп-шоу» — шестое место в рейтинге «Музыкальное событие года». В марте 1993 года в хит-параде ТАСС «Музыкальный Олимп» альбом «Шпана» занял седьмое место по продажам на магнитоальбомах в студиях фирмы «Звук».
По данным интернет-проекта Moskva.FM, пять песен Силиверстова находились в ротации нескольких российских радиостанций с 2008 по 2015 год. При этом песня «Санта Лючия» является самым популярным треком из всех на радио, который за семь лет с 2008 по 2015 год прослушали 36 тысяч раз.
| Год  | Чарты | Высшая позиция                                                                    |
| ---- | --- | --------------------------------------------------------------------------------- |
| 1990 | СССР, «Звуковая дорожка МК», «Top 20 Hits» (октябрь 1990 года)                                                                 | «Странная леди»: 6 «Моя постель бесконечно пуста»: 19 «Фантазёрка»: 17            |
| 1990 | СССР, «Звуковая дорожка МК», «Top 20 Hits» (ноябрь 1990 года)                                                                  | «Странная леди»: 3 «Моя постель бесконечно пуста»: 6 «Фантазёрка»: 18             |
| 1990 | СССР, «Звуковая дорожка МК», «Top 20 Hits» (декабрь 1990 года)                                                                 | «Странная леди»: 18 «Моя постель бесконечно пуста»: 5 «Фантазёрка»: 17 «Шпана»: 6 |
| 1990 | СССР, «Звуковая дорожка МК», Итоги 1990 года: «Песня года»                                                                     | «Шпана»: 10                                                                       |
| 1991 | СССР, «Звуковая дорожка МК», «Top 20 Hits» (февраль 1991 года)                                                                 | «Шпана»: 10                                                                       |
| 1993 | Россия, Хит-парад ТАСС «Музыкальный Олимп», «10 лучших магнитоальбомов за март 1993 года» (по продажам в студиях фирмы «Звук») | «Шпана»: 7                                                                        |

## Награды
- Заслуженный артист Российской Федерации (2004 год)[88].